# Martha Jefferson Randolph
Martha Washington Jefferson Randolph (Monticello, 27 settembre 1772 – Contea di Albemarle, 10 ottobre 1836) era la figlia di Thomas Jefferson, 3º presidente degli Stati Uniti e della moglie Martha Wayles Skelton Jefferson. Dal 4 marzo 1801 al 3 marzo 1809, è stata la terza first lady statunitense, la prima a non essere anche moglie del presidente; il padre infatti rimase vedovo molto prima di ricevere la carica.

## Biografia
Nata nella tenuta di Monticello, le venne dato il nome in onore di Martha Washington, moglie del primo presidente George Washington; veniva anche soprannominata "Patsy".
Venne descritta come una persona alta e sottile con caratteristiche angolari e capelli rossi, e si diceva che assomigliasse molto a suo padre. Le era molto devota. Dall'unione dei suoi genitori nacquero sei figli, ma solo lei e sua sorella Mary raggiunsero l'età adulta.
I suoi nonni paterni erano Peter Jefferson, un proprietario di una piantagione e geometra, e Jane Randolph. La madre era l'unica figlia di John Wayles e della sua prima moglie, Martha Eppes. Wayles era un avvocato, commerciante di schiavi, agente commerciale per i mercanti di Bristol, Farrell & Jones, nato a Lancaster ed emigrato da solo in Virginia nel 1734, lasciando la famiglia in Inghilterra. Il nonno materno morì nel 1773, e i suoi genitori ereditavano 135 schiavi, 11.000 ettari di terreno e debiti della proprietà.
Tra l'età di 12 e 17 anni visse a Parigi, in quanto il padre lavorava per conto di un ministro americano in Francia. Il padre, dopo aver ricevuto conferme che gli studenti di religione protestante sarebbero stati esentati dall'educazione religiosa, la iscrisse con la sorella Mary alla Abaye Royale de Panthémont, un'esclusiva scuola convento. Nonostante questo, Martha non solo espresse il desiderio di convertirsi al cattolicesimo, ma stava pensando anche di farsi suora. A causa di ciò, Jefferson le fece subito lasciare l'istituto.

## Matrimonio
Nel 1790, Martha sposò Thomas Mann Randolph Jr., suo cugino, che mantenne la carica di Governatore della Virginia (1819-1822). Come dono di nozze ricevette dal padre otto schiavi, tra cui Molly Hemings, la figlia maggiore di Mary Hemings.
Nel 1826 ereditò dal padre la tenuta di Monticello, ma a causa di problemi finanziari la dovette cedere a James T. Barclay nel 1831.
La coppia ebbe 12 figli:
- Anne Cary Randolph (1791–1826), sposò Charles Lewis Bankhead;
- Thomas Jefferson Randolph (1792–1875), sposò Jane Hollins Nicholas[8];
- Ellen Wayles Randolph (1794–1795);
- Ellen Wayles Randolph (1796–1876), sposò Joseph Coolidge;
- Cornelia Jefferson Randolph (1799–1871);
- Virginia Jefferson Randolph (1801–1882), sposò Nicholas Philip Trist;
- Mary Jefferson Randolph (1803–1876);
- James Madison Randolph (1806–1834);
- Benjamin Franklin Randolph (1808–1871), sposò Sally Champe Carter[9];
- Meriwether Lewis Randolph (1810–1837), sposò Elizabeth Martin;
- Septimia Anne Randolph (1814–1887), sposò David Scott Meikleham[10];
- George Wythe Randolph (1818–1867), sposò Mary Elizabeth Adams Pope[11].

Nonostante si occupasse della sua famiglia, fece diverse visite alla Casa Bianca (allora nota come la Camera del Presidente) quando suo padre era presidente, ricoprendo la carica di First lady siccome suo padre era vedovo.
Negli anni successivi Martha si separò dal marito, che si diceva soffrisse di alcolismo e instabilità mentale.

## Nella cultura di massa
Martha Jefferson Randolph è il soggetto del romanzo storico America's First Daughter di Stephanie Dray e Laura Kamoie, pubblicato nel marzo del 2016. Il romanzo si basa pesantemente sulle lettere di Jefferson.
Nel 1995 il film "Jefferson in Paris", Martha Jefferson è stata impersonata dall'attrice Gwyneth Paltrow.